# Rosa dos Rumos
Rosa dos Rumos é uma minissérie  exibida pela Rede Manchete de 20 a 30 de novembro de 1990, às 22:30.
Foi escrita por Walcyr Carrasco e Rita Buzzar e teve direção de Del Rangel.

## Trama
Rosa, no interior de Minas Gerais, início do século XX, circunstancialmente repete a história de sua mãe Rosaura, a avó Maurina e da bisavó Naná, cujo destino é dar à luz uma filha e nunca se casarem. Só que Rosa é muito mais infeliz que suas ancestrais.Ao ser estuprada pelo seu patrão Olegário, assiste ao seu assassinato pela sua esposa Dona Branca, leva a culpa do crime e tem que enfrentar o ódio do filho do casal, Augusto, por quem ela se apaixonou.

## Produção
Minissérie de oito capítulos que em quase todos eles conseguiu vencer a audiência da concorrente global no horário, Araponga, mantendo a média da novela que a antecedia, Pantanal. Mas como a audiência era só "rabeira", a minissérie caiu no esquecimento.
Um clima bem brasileiro na trama e produção exibiu um modelo ideal de produção para se contar histórias parceladas na TV, sem "barrigas" e gigantismos.
Destaque para os trabalhos de Umberto Magnani, sempre relegado a papéis secundários nas novelas globais, e de Edith Siqueira como a perturbada Luiza, filha de Olegário.
A atriz Joana Medeiros, a protagonista da minissérie, antes da fama, foi a modelo da capa da trilha sonora internacional de A Gata Comeu. Joana é filha da também atriz Maria Lúcia Dahl.

## Elenco
- Joana Medeiros - Rosa
- Umberto Magnani - Olegário Ferraz
- Maria Alves - Maurina
- Nelson Freitas - Augusto Ferraz
- Cléo Ventura - Branca Ferraz
- Via Negromonte - Rosaura
- Catalina Bonaky - Naná
- Edith Siqueira - Luiza Ferraz
- José Dumont - Atenor
- Neuza Borges - Mercês
- Eduardo Conde - João
- Tonico Pereira - Martim
- Antônio Pompeo - Carijó
- Arthur Kohl - Johannes Vandam
- João Batista Dimmer
- Iara Novaes
- Antônio Naddeo
- Wilma Patrícia
- Bia Braga
- Maurício Tizumba
- Neusa Rocha
- Toninho da Cruz
- Telma Câmara
- Márcia Ítalo
- Célia Moreno

## Reprises
A minissérie foi reprisada de 2 a 7 de dezembro de 1991, em 6 capítulos, de segunda a sábado às 21h40. Também de 10 a 15 de agosto de 1992, de segunda a sábado às 19h30.